# 熊野智元
熊野 智元（くまの ともゆき、1977年12月11日 - ）は、北日本放送のラジオディレクター。富山県砺波市三島町出身。血液型はO型。入社は2003年で、同期に現在はフリーアナウンサーの鍛治絵里子がいる。

## 略歴
1990年砺波市立出町小学校卒業。1993年砺波市立出町中学校卒業。1996年富山県立砺波高等学校卒業。2001年早稲田大学第一文学部文芸専修卒業。2003年東京大学大学院人文社会系研究科社会文化研究専攻修士課程修了。
2009年3月にスタートしたご近所ラジオKNB!の月〜水曜日パーソナリティを金曜日ディレクター併任で2011年3月まで務め、同郷の先輩・ 鍋田恭子から「くまちゃん」と呼ばれて親しまれていた。
「ご近所ラジオKNB!」を2011年にパーソナリティとして降板しディレクター専任となった後、営業部や報道部記者を経て2022年現在はラジオディレクターに復帰、かつて「ご近所ラジオKNB!」を共に務めた鍋田やアナウンサーの上野透が出演する「でるラジ」金曜日のディレクターを担当している。

## 現在の担当番組
・でるラジゴールデン（ディレクター）

## 過去の担当番組
- ご近所ラジオKNB!（月〜水パーソナリティ・金ディレクター→一部曜日担当ディレクター）
- 室井滋の虫めがね（不定期番組。アシスタント）
- 高原兄の5時間耐久ラジオ 長て長てこたえられんが（ディレクター）